# Theodor Hermann Meynert
Theodor Hermann Meynert (Dresda, 15 de junho de 1833 - Closterneuburgo, 31 de maio de 1892) foi um psiquiatra austríaco do século XIX.
Grande anatomista do cérebro, inspirou-se no modelo herbartiano para diferenciar o córtex superior, do qual fez uma instância socializada, do córtex inferior, de natureza primitiva ou arcaica. Essa descrição lhe possibilitou formular, depois de Wilhelm Griesinger (1817-1869), a hipótese de um “eu” primário de um “eu” secundário, que seria retomada por Freud em 1895, no seu “Projeto para uma psicologia científica”, e depois pelos fundadores da Ego Psychology. Segundo Meynert, o “eu” primário era a parte geneticamente primeira e inconsciente da vida mental, que se manifestava no momento em que a criança tomava consciência da separação entre o seu corpo e o ambiente. O “eu” secundário era, ao contrário, o instrumento de um controle da percepção. Querendo reduzir todos os fenômenos psicológicos a um substrato orgânico, Meynert acabou por elaborar uma verdadeira “mitologia cerebral”. Por conseguinte, adotou o ponto de vista do niilismo terapêutico, desprezando os tratamentos da alma e não procurando curar os alienados que estavam sob seus cuidados.
Na Interpretação dos sonhos, Freud relatou que, em 1892, seu velho mestre, às vésperas da morte, lhe confiou, sob segredo, que ele próprio era um caso de histeria masculina. Assim, havia mentido durante toda a vida, atormentado por seus sintomas e seu sofrimento.
A pequena região encefálica chamada núcleo basal de Meynert (nbM) leva seu nome, como homenagem.